# Kırık kalpler durağında
Kırık Kalpler Durağında  è il sesto album dalla cantante turca-albanese Candan Erçetin pubblicato nel 2009.

## Tracce
1. Kırık Kalpler Durağında – 5:08 (Candan Erçetin) – Erçetin
2. Git – 4:29 (Cemal Safi) – Erçetin
3. Kader – 4:12 (Erçetin) – Erçetin
4. Unutama Beni – 4:21 (Şemi Diriker) – Diriker
5. Vallahi – 4:30 (Erçetin) – Erçetin ·  Alper Erinç
6. Yalvaramam – 4:43 (Erçetin) – Flavio Santander
7. Gözler – 3:54 (Erçetin) – Erçetin ·  Erinç
8. Türkü – 3:46 (Neyzen Tevfik · Ömer Hayyam) – Erçetin
9. Vay Halime – 5:07 (Erçetin) – Anonymous
10. Unutursun – 4:00 (Erçetin) – Erçetin
11. Bahar – 4:17 (Ayşe Kulin) – Erçetin
12. Kimin Doğrusu – 4:10 (Erçetin) – Nurettin Irmak
13. Özür Dilerim – 5:03 (Erçetin) – Mustafa Süder
14. Nedense Sustum – 5:28 (Sinan) – Erçetin ·  Erinç
15. Ben Kimim – 4:28 (Erçetin) – Erçetin
16. Ninni – 4:30 (Aylin Atalay ·  Erçetin ·  Anonymous) – Anonymous

Durata totale: 72:06